# フェルディナント・ベルトゥー
フェルディナン・ベルトゥー（Ferdinand Berthoud、1727年3月18日 - 1807年6月20日）は、スイスの時計師。
1753年、パリにて、時計師親方となる。王室および海軍付き機械時計師の座に就き、とりわけマリン・クロノメーターの分野で卓越した規模の作品を残した。
フェルディナン・ベルトゥーはブランド名でもあり、2006年にChopardが買収した。2015年9月から高級時計を販売している。

## 略歴

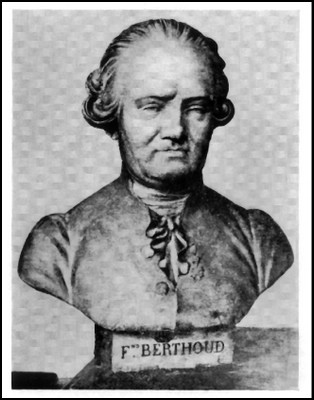

フェルディナン・ベルトゥーは1727年3月18日、スイス国ヌーシャテル州ヴァル=ド=トラヴェールのプラスモン=シュル=クヴェにて、時計師・振り子時計職人の貴族家庭に誕生した。
父ジャン・ベルトゥーは、大工頭兼建築家。クヴェの重要市民、ヌーシャテル州の資産家、そして1717年から1732年までヴァル=ド=トラヴェールの判官を務めた。母ジュディス・ベルトゥー（1682-1765）はクヴェ出身。
フェルディナンには兄弟が4人：アブラハム（1708-？）；ヴァル=ド=トラヴェール判官、ヴェリエール裁判所書記、クレシエで弁護士、時計・振り子技術専門家のジャン=アンリ（1710-1790）；デザイナーのジャン=ジャック（1711-1784）；農業従事者、振り子時計職人のピエール（1717-？）。彼はクヴェ市議会議員となり、1741年マルグリット・ボレル=ジャケと結婚し、2人の息子に恵まれた。ピエール=ルイ（1754-1813、パリ）、そしてアンリ（？-1783、パリ） は叔父フェルディナン・ベルトゥーの才能と関係の深いキャリアを築くことになった。
姉妹が2人：ジャンヌ=マリー（1711-1804）と、スザンヌ=マリー（1729-？）。
- 1741年
  - 14歳でフェルディナン・ベルトゥーはクヴェ在住の兄ジャン=アンリのもと、振り子時計職人の見習いを始め、科学教育を受けた。1745年4月13日、フェルディナン・ベルトゥーは学業を終え、時計師・振り子時計職人の見習い終了。

- 1745年
  - 18歳のフェルディナン・ベルトゥーは、時計師・振り子時計職人のキャリアを極めるため、パリに移住。パリ周辺地域の時計師親方のもと、見習いとして働く。研究書によると、フェルディナン・ベルトゥーは一時ジュリアン・ル・ロワのもとで就業し、驚くべきスピードで技術を身につけると書かれている。親方の子息ピエール・ル・ロワ（1717-1785）とは見習い仲間であり、後に彼のライバルとなる。
- 1753年
  - 12月4日：国王の特別なはからいにより、同業組合の規定に相反して、フェルディナン・ベルトゥーの昇格が国王顧問会議により決定された。これにより彼は26歳の若さで時計師親方の肩書を正式に取得した。
- 1755年以降
  - L’Encyclopédie méthodique（方法論百科全書）のために時計製造技術に関する出典記事を複数執筆するよう、フェルディナン・ベルトゥーは依頼を受ける。この百科全書は1751年から1772年にかけて、作家兼哲学者のディドロ(1713-1784)と、数学者兼哲学者のダランベール(1717-1783)の監修のもと、編集された。フェルディナン・ベルトゥーは1759年に初めて専門書「L’Art de conduire et de régler les pendules et les montres, à l’usage de ceux qui n’ont aucune connaissance d’horlogerie（振り子時計・携帯時計の製作および調整術、時計製造の知識がない人向け）[3]」を出版した。

ロンドンのジョン・ハリソン（1693-1776）が開発したマリン・クロノメーターH4を詳細に観察する職務に、1763年国王はフェルディナン・ベルトゥーを任命した。数学者兼王立科学アカデミー代表会員のシャルル=エティエンヌ・カミュ(1699-1768)と、天文学者ジョゼフ=ジェローム・ルフランソワ・ド・ラ・ランド(1732-1807)がそれに同行した。しかしフェルディナン・ベルトゥーにとって、旅は期待外れのものとなった。ハリソンは（500ポンドと引き換えに）彼が製作したクロノメーターH1、H2、H3を見せてくれたが、最も完成度の高いかの有名なH4を見せることはきっぱりと拒んだためである。
ロンドンへの旅で、フェルディナン・ベルトゥーはかの有名なハリソンのH4を目にすることはできかったが、英国科学界への関心を深め、自身の作品や時計製造技術の分野で執筆することの重要性を確認した。そして1764年2月16日、ロンドンのロイヤル・ソサイエティにて「外国人準会員」に選出された。
- 1764年
  - 国王の命により、アカデミーはデュアメル・デュ・モンソーとシャップ・ドートロシュ神父の2人の会員に、フェルディナン・ベルトゥーのクロノメーター第3号を航海で試験的に使用するよう要請した。フェルディナン・ベルトゥーは個人的にブレストで時計を使用し、試験に参加したと名言。フリゲート艦リロンデル[4]で試験が行われた。
- 1765年
  - フェルディナン・ベルトゥーはザクセン州公使ブリュル伯爵の仲介で、ハリソンと再会するためロンドンへ二度目の旅へ発った。二度目にして、またしてもハリソンはベルトゥーに自身の作品掲示を拒否された。フランス海軍のために同じものを開発する能力が、ベルトゥーに備わっていると十分承知していたためである。（レバー脱進機ハリソンは自身が開発した時計を記述するのに、4000ポンドという法外で抑制効果のある額を見返りとして要求したため）実物を見ることなく、H4の作動原理を記述したのがトーマス・マッジ（1715-1795）。経度法会員の英国人時計師として、初のレバー脱進機を発明したことで有名な人物。
- 1766年
  - 5月7日：フェルディナン・ベルトゥーはショワズール伯爵および海軍大臣の肩書を持つプラズラン公爵（1712-1785）へ論文を送付し、マリン・クロノメーター第6号と第8号の製作計画を提案した。それ以前に製作したマリン・クロノメーターに対する過去の功績への報酬と、英国技術に従った新作マリン・クロノメーター2台の実現に必要な予算として、3000リーヴルの援助を求めた。この論文には、援助金と王室および海軍付き機械時計師の肩書を取得し、マリン・クロノメーターの改良と海上での経度確定に専念したいという、フェルディナン・ベルトゥーの希望が明確に記載されている。
  - 7月24日：国王はマリン・クロノメーター2台の製作計画に賛同し、許可を下した[5]。

新作マリン・クロノメーターの精度を保証するため、プラズラン公爵は1768年11月3日、探検家、水路測量技師兼王室海軍将校のフルリウー騎士（1738-1810）と、天文学者、海洋地理学者兼王立科学アカデミー会員のピングレ参事会員（1711-1796）にマリン・クロノメーター第6号と第8号を託した。彼らの任務は、ロシュフォールとサン=ドマング間の往復中、護衛艦リシスで時計を試験することであった。旅は10カ月におよび、時計の試験は成功に終わった。フルリウー騎士の観察結果は、1773年に「Voyage fait par ordre du roi, pour éprouver les horloges marines（マリン・クロノメーターの試験のため、国王の命により実施された旅）」というタイトルで出版された。
- 1769年
  - フェルディナン・ベルトゥーは、甥であり才能ある若き時計師・振り子時計職人でもあるピエール=ルイ・ベルトゥー、通称ルイ・ベルトゥーをクヴェ（スイス）からパリへ呼び寄せ、その見習いをサポートした。フランスおよびスペイン海軍へ供給するクロノメーターの製作およびメンテナンスにおいて、ルイは叔父を補佐した。
- 1770年
  - 4月1日：マリン・クロノメーター第6号と第8号の成功に続き、フェルディナン・ベルトゥーは国王および海軍付き機械時計師の免許を取得し、年間3000ポンドの援助金とクロノメーター製作監修担当に就任した。王室からはマリン・クロノメーター20台を受注した。成功はすぐに訪れ、様々な試験遠征や地図作成の旅へ、フェルディナン・ベルトゥーの時計が同行した。
- 1771年
  - ド・ボルダ騎士（1733-1799）はヴェルダン・ド・ラ・クレンヌ侯爵（1741-1805）の命を受け、フリゲート艦ラ・フロールに乗船し、カナリア諸島やアンティル諸島でマリン・クロノメーターの試験を行う遠征へ旅立ちます。コルベット艦レスピエーグル船長のシャストネ・ド・ピュイセギュール伯爵が、1774年から1775年にかけてカナリア諸島およびアフリカ沿岸の遠征の際、ラ・ブソール船長のド・ボルダ騎士に同行した。
- 1785年
  - 8月1日：フェルディナン・ベルトゥーはアストロラブ船長のド・ラ・ペルーズ伯爵（1748-1788）に5台のクロノメーターを託した。これは太平洋でジェームズ・クック（1728-1779）が発見した地を補完する目的で、世界一周の旅へ発つためであった。
- 1788年
  - （ソロモン諸島の）サンタ・クルーズ島沖合で、アストロラブ号が海難事故に見舞われた際、船にのせていた時計は海で消失してしまった。
- 1791年
  - フェルディナン・ベルトゥーはジョゼフ・ド・ブリュニー・ダントルカストー騎士（1737-1793）の遠征に、マリン・クロノメーター4台を託した。これはルイ16世の要請で、フリゲート艦ラ・ロシェルシュとレスペランスの指導者として、ラ・ペルーズ伯率いる遠征隊の捜索を目的としたものである。
- 1795年
  - フェルディナン・ベルトゥーは国立学院（フランス学士院）の機械術部門で第一階級名誉会員に選出された。革命以降、国家年金受給者としてルーヴル宮に居を構えたベルトゥーは、絶えず時計製作に取り組み、マリン・クロノメーターのメンテナンスに腐心し続ける。しかし、何よりもまず彼が専念するのは、彼の著書で最も重要なHistoire de la Mesure du temps（時間計測の歴史）（1802年）の出版であった。
- 1804年
  - 7月17日：フェルディナン・ベルトゥーは学士院会員として、レジオンドヌール勲章シュヴァリエの称号をナポレオンから授与された。
- 1807年
  - 6月20日：フェルディナン・ベルトゥーは子孫を残すことなく、80歳で逝去した。モンモランシー（ヴァル=ドワーズ県）のグロスレに埋葬され、そこには彼の記念碑が建てられている。

フェルディナン・ベルトゥーのキャリアは、啓蒙の世紀から帝政期にかけて、革命を乗り越えつつも、彼が生きた時代同様、非凡なものであった。その才能が同時代を生きた人々に認められることで、国立学院の会員となり、ルイ15世、ルイ16世統治下ならびにナポレオン帝政期に王室および海軍付き機械時計師という誰もが羨む地位にも恵まれた。

## 作品

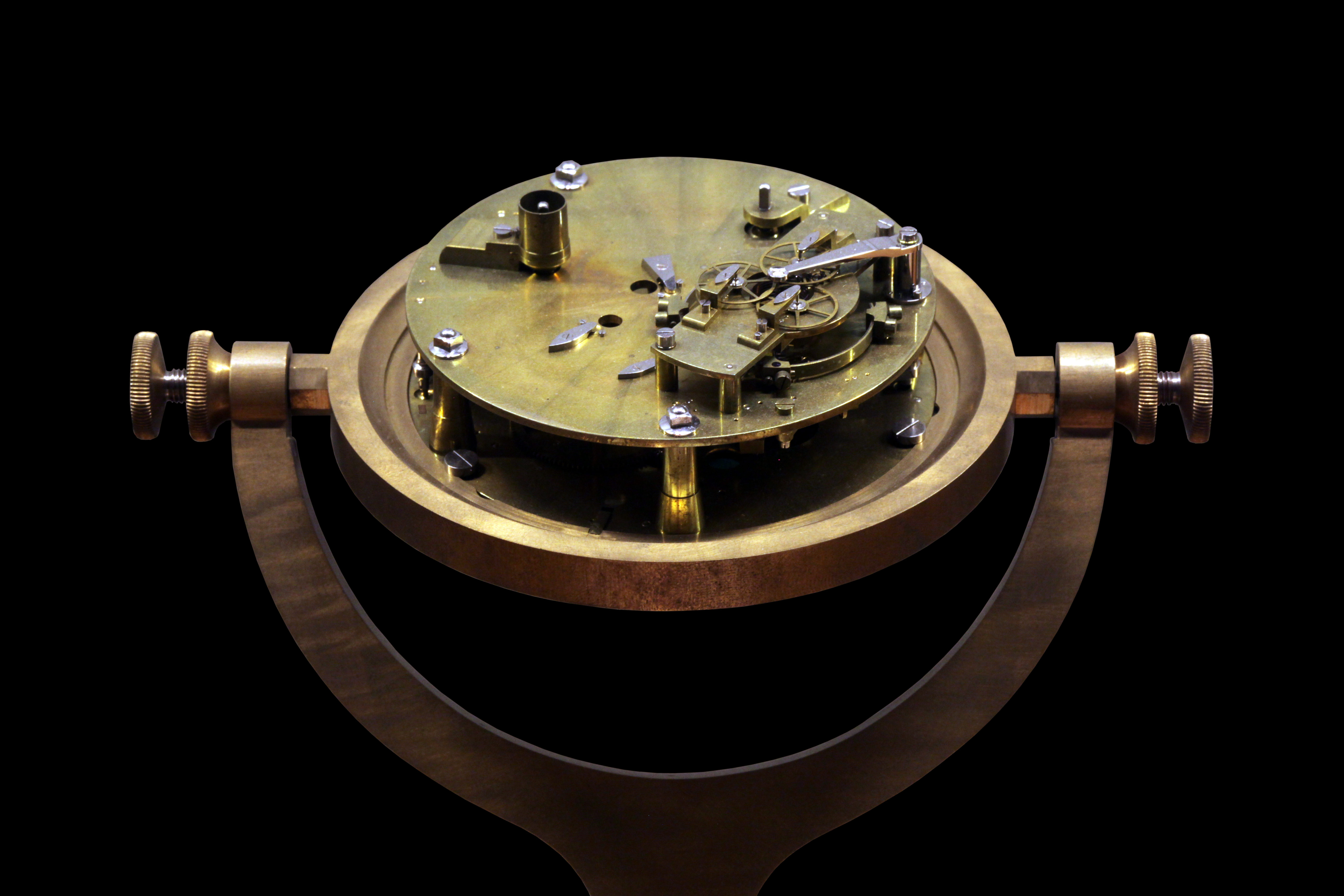
Berthoudマリンクロック - CnAM 19555-IMG 6704-black

1752年、パリ到着から7年が経過した25歳の時、時計製作を極めた彼の驚異的な技術を証明する均時差装置付き置時計の評価を、フェルディナン・ベルトゥーは王立科学アカデミーに依頼した。.アカデミー会員の数学者兼天文学者シャルル・エティエンヌ・カミュ（1699-1768）と、数学者、物理学者、著名な水路学者のピエール・ブーゲ（1698-1758）は、その品質を称賛する報告書を作成した。
フェルディナン・ベルトゥーは王立科学アカデミーに、様々な封印封書を提出した。1754年11月20日、海上で時を計測する機械のプロジェクトを封印封書にて提出したが、出版されることはなかった。これは彼がはじめて構想したマリン・クロノメーターのプロジェクトだった。アカデミー会長により封書が開封されたのは、1976年になってからのことだった。
1760年12月13日、フェルディナン・ベルトゥーは王立科学アカデミーに『Mémoire sur les principes de construction d’une Horloge de Marine（マリン・クロノメーターの構造原理に関する論文）』を提出した。これが1761年初頭に完成する、かの有名なマリン・クロノメーター第1号。これに補足を加え、1761年2月28日に再提出。時計は1763年4月、王立科学アカデミーに展示されることとなった。
1754年、科学アカデミーはフェルディナン・ベルトゥーの携帯時計と均時差装置付き置時計を承認した。
フェルディナン・ベルトゥーは研究に専念すると同時に、著書を通して自身の知識を伝達したいと考えた。こうした二重の方向性が、その時代の科学界へ瞬く間に迎え入れられる要因となった。ディドロ（1713-1784）とダランベール（1717-1783）の監修のもと、1751年から1772年にかけて編集されたL’Encyclopédie méthodique（方法論百科全書）に、複数の記事を執筆するよう依頼された。
1759年、彼は大衆向け概論L’Art de conduire et de régler les pendules et les montres. A l’usage de ceux qui n’ont aucune connaissance d’horlogerie（振り子時計・携帯時計の製作および調整術、時計製造の知識がない人向け）を出版し、成功を収めた。 1763年には膨大な論文、『L’Essai sur l’horlogerie; dans lequel on traite de cet Art relativement à l’usage civil, à l’Astronomie et à la Navigation（時計製造技術論；民間用途、天文学、航海に関するこの技術を論じる）』も同様に好評を博すことになった。大衆向けの著書として大成功を収め、複数の言語に翻訳された後、18、19世紀を通して、数度に渡り再版される。
1763年はベルトゥーのキャリアにとって転機となり、以降海洋航海技術の向上と深く関係することとなった。またしてもそれを証明し、支援することになるのが科学アカデミー。1760年と1761年に提出した封書2通の開封を、彼は求めた。そこに記載されているのは、マリン・クロノメーター第1号。その年の8月29日、フェルディナン・ベルトゥーはまたもや「マリン・クロノメーター製作」に関する封書を提出した。

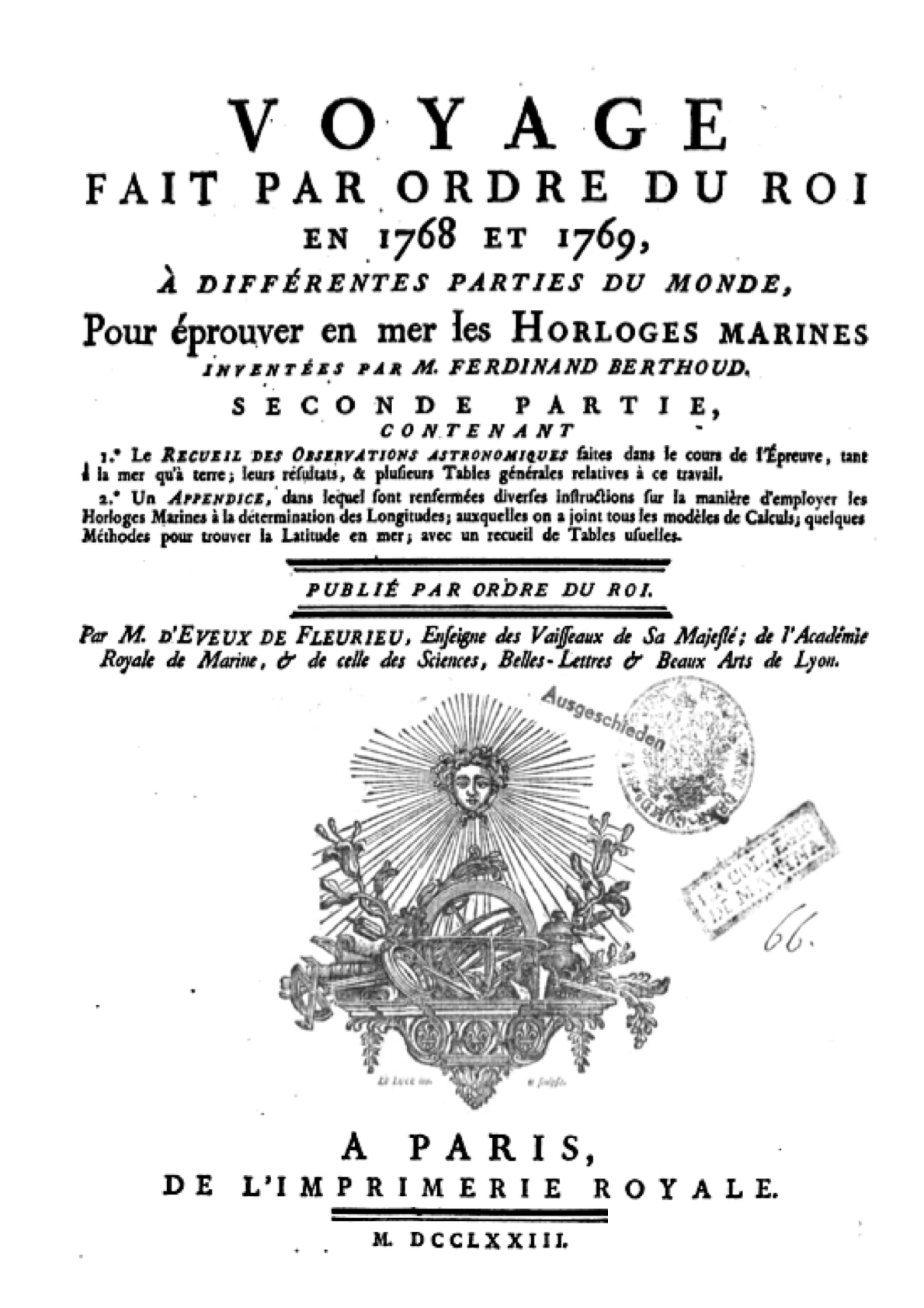
Berthoud時計、ルイ15世の命令で作られた航海、1768-1769

詳細に記述された嘆願書としてのプロジェクトが、彼の活動に一定のリズムを与えた。こうして彼は1766年5月7日、マリン・クロノメーター2台の制作を提案。これが第6番と第8番。現在パリ工芸博物館に保管されています。この実験に成功したフェルディナン・ベルトゥーは1770年4月1日、「マリン・クロノメーター製作監修を担当する、王室および海軍付き機械時計師免許」を取得した。
1773年、フェルディナン・ベルトゥーは『Traité des horloges marines contenant la théorie, la construction, la main-d’œuvre de ces machines et la manière de les éprouver, pour parvenir par leur moyen, à la rectification des cartes marines et à la détermination des longitudes en mer（マリン・クロノメーター概論、独自の方法で海図訂正と海上での経度確定に至るための機械理論、構造、作業とその検査方法）』を出版した。 マリン・クロノメーターを製作するための要素すべてが記載された初の論文である。この論文により、ベルトゥーはハリソンやピエール・ル・ロワ（1717-1785）といった海上経度研究のライバルたちに対し、自身の作業を正当化して見せた。
2年後の1775年、フェルディナン・ベルトゥーは新たな著書Les longitudes par la mesure du temps ou méthode pour déterminer les longitudes en mer avec le secours des horloges marines, suivie du recueil des tables nécessaires au pilot pour réduire les observations relatives à la longitude et à la latitude（時間計測による経度、またはマリン・クロノメーターを用いて海上経度を確定する方法と、経度・緯度の観察を軽減するための実験に必要な目録文集）を出版した。1785年には再版。
1787年、ベルトゥーはDe la Mesure du Temps ou supplément au traité des horloges marines et à l’Essai sur l’horlogerie, contenant les principes d’exécution, de construction et d’épreuves des petites horloges à longitudes et l’application des mêmes principes de construction aux montres de poche, ainsi que plusieurs construction d’horloges astronomiques（時間計測、またはマリン・クロノメーター概論と時計製造技術論への追加、経度測定用小型時計の構想、構造、検査の原理と、同様の製作原理の懐中時計への応用、そして天文時計の製作法数種を含む）を出版し、1798年にドイツ語に翻訳された。
1792年、フェルディナン・ベルトゥーはTraité des montres à Longitudes contenant la construction, la description & tous les détails de main-d’œuvre de ces Machines; leurs dimensions, la manière de les éprouver, etc.（経度測定用時計概論、この機械の構造、解説、作業詳細のすべてを含む；その規模、検査法など）を出版し、この中で等時性を向上させるため、精密な調整を可能にするヒゲゼンマイ付きテンプによる補正を推奨した。
4年後の1796年、ベルトゥーはSuite du Traité des montres à longitudes, contenant: 1° la construction des montres verticales portatives, 2° la description et les épreuves des petites horloges horizontales plus simples et plus portatives pour servir dans les plus longues traversées（経度測定用時計概論続編：1°携帯性のある垂直構造の時計製作、2°長期航海で利用するよりシンプルでより携帯性のある水平構造の小型時計の解説と検査を含む）を出版した。
1802年、フェルディナン・ベルトゥーは数ある著書のうち最も重要なHistoire de la mesure du temps par les horloges（時計による時間計測の歴史）を出版し、その中で時計機械技術の卓越した知識を披露した。
逝去する年の1807年、ベルトゥーはSupplément au Traité des montres à Longitudes avec appendice contenant la notice ou indication des principales recherches ou des travaux faits par Ferdinand Berthoud sur divers parties des machines qui mesurent le temps depuis 1752 à 1807（経度測定用時計概論増補と付録、1752年から1807年までに時間計測器の様々なパーツに関してフェルディナン・ベルトゥーが実施した主要研究や作業の略述または記述を含む）と題された最後の著書を出版した。著書は1816年と1838年に再版されることとなった。
頑固一徹な実験者、腕がよくチャレンジ精神に富んだ建設者、そして自身の知識を普及させることに腐心する発明家として、フェルディナン・ベルトゥーは時計製造技術の改良に参加しただけでなく、その時代の科学に対して精密時計の使用を奨励し、その結果科学そのものの進歩にも貢献した。彼は体系的に、細部に渡って研究結果全体を出版したただ一人の時計師である。技術者および科学者の精神や、非凡なる研究力を兼ね備えた彼は、その時代の時計師の中で、最多回数の実験を行った人物であった。
フェルディナン・ベルトゥーはマリン・クロノメーターだけでなく、装飾用携帯時計や置時計、専門器具、科学測定器、そして出版の分野にまで比類なき規模の作品を残すとともに、数多くの著書や専門的な論文を出版し、その数は4000ページ以上、120枚の彫版に相当した。
ルイ15世統治下から第一帝政まで、称号、特権、評価が形となって彼のキャリを埋め尽くし、そして今日に至るまで彼の学術的資産を記録する称賛や研究は続き、長い時間をかけて正確さを追求した彼の存在がいかに重要であるかを反映している。
参考図書：
- L’Art de conduire et de régler les pendules et les montres.A l’usage de ceux qui n’ont aucune connaissance d’horlogerie（振り子時計・携帯時計の製作および調整術、時計製造の知識がない人向け）1759年；
- Essai sur l’horlogerie, dans lequel on traite de cet art relativement à l’usage civil, à l’astronomie et à la navigation, en établissant des principes confirmés par l’expérience（時計製造技術論、実験により立証された原理を確立しつつ、民間用途、天文学、航海に関するこの技術を論じる）、1763年、1786年；
- Traité des horloges marines, contenant la théorie, la construction, la main-d’œuvre de ces machines, et la manière de les éprouver, pour parvenir, par leur moyen, à la rectification des Cartes Marines et à la détermination des Longitudes en Mer（マリン・クロノメーター概論、独自の方法で海図訂正と海上での経度確定に至るための機械理論、構造、作業とその検査法）、1773年（ をオンラインで読む）；
- Eclaircissemens sur l’invention, la théorie, la construction, et les épreuves des nouvelles machines proposées en France, pour la détermination des longitudes en mer par la mesure du temps（時間計測による海上経度の確定にフランスで提案される新機械の発明、理論、構造、検査に関する説明）、1773；
- Les longitudes par la mesure du temps, ou méthode pour déterminer les longitudes en mer, avec le secours des horloges marines.Suivie du Recueil des Tables nécessaires au Pilote pour réduire les Observations relatives à la Longitude & à la Latitude（時間計測による経度、またはマリン・クロノメーターを用いて海上経度を確定する方法と、経度・緯度の観察を軽減するための実験に必要な目録文集）、1775年。
- De la mesure du temps, ou supplément au traité des horloges marines, et à l’essai sur l’horlogerie; contenant les principes de construction, d’exécution & d’épreuves des petites Horloges à Longitude.Et l’apparition des mêmes principes de construction, &c. aux Montres de poche, ainsi que plusieurs constructions d’Horloges Astronomiques, &c（時間計測、またはマリン・クロノメーター概論と時計製造技術論への追加、経度測定用小型時計の構想、構造、検査の原理と、同様の製作原理の懐中時計への応用、そして天文時計の製作法数種を含む）、1787年（をオンラインで読む）
- Traité des montres à Longitudes contenant la construction, la description & tous les détails de main-d’œuvre de ces Machines; leurs dimensions, la manière de les éprouver, etc.（経度測定用時計概論、この機械の構造、解説、作業詳細のすべてを含む；その規模、検査法など） 1792年；
- Suite du Traité des montres à longitudes, contenant: 1° la construction des montres verticales portatives, 2° la description et les épreuves des petites horloges horizontales plus simples et plus portatives pour servir dans les plus longues traversées（経度測定用時計概論続編：1°携帯性のある垂直構造の時計製作、2°長期航海で利用するよりシンプルでより携帯性のある水平構造の小型時計の解説と検査を含む）、1796年；
- Histoire de la mesure du temps par les horloges（時計による時間計測の歴史）1802年；
- Supplément au Traité des montres à Longitudes avec appendice contenant la notice ou indication des principales recherches ou des travaux faits par Ferdinand Berthoud sur divers parties des machines qui mesurent le temps depuis 1752 à 1807（経度測定用時計概論増補と付録、1752年から1807年までに時間計測器の様々なパーツに関してフェルディナン・ベルトゥーが実施した主要研究や作業の略述または記述を含む）、1807年。

### 展覧会
フェルディナン・ベルトゥー、王室付き時計師と題された展覧会が、1984年にラ・ショー=ド=フォンの国際時計博物館、その後1985年1月17日から3月17日まで国立海洋博物館で開催された。
フェルディナン・ベルトゥーの作品は、フランス国立工芸院、スイスの国際時計博物館、あるいはロンドンの大英博物館を筆頭に、世界中の様々な国を通して数多くの博物館にて常設展示されている。

### 話題
映画作品『ハジキを持ったおじさんたち』（Tontons flingueurs）で、アントワーヌ・ドラフォワの父がフェルナンの「姪」にプロポーズする場面で、フェルディナン・ベルトゥーが話題になっている。この父がリビングで時計を目にし、「ああ！18世紀末のフェルディナン・ベルトゥーのものだ」と感極まるシーンがあった。